# Cosmos 2251

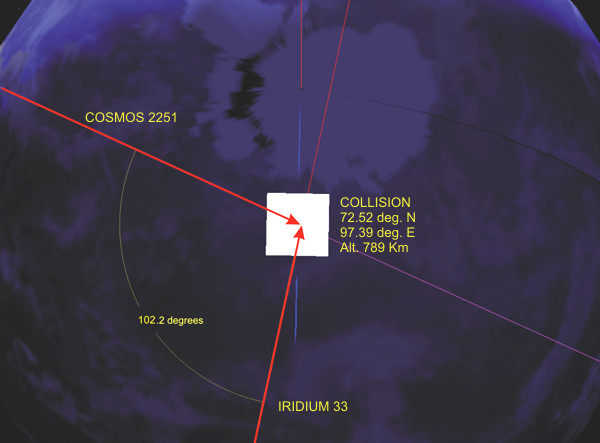
Geometría del impacto entre Cosmos 2251 e Iridium 33.

Cosmos 2251 fue un satélite artificial ruso de comunicaciones. Fue lanzado a órbita terrestre baja desde el Sitio 132/1 del cosmódromo de Plesetsk a las 04:17 GMT del 16 de junio de 1993, por el cohete Cosmos-3M. Éste fue destruido al colisionar con el Iridium 33, el 10 de febrero de 2009, quedando los dos completamente destruidos. La NASA anunció que se había generado gran cantidad de basura espacial en el suceso.